# 新宿ダンボール村

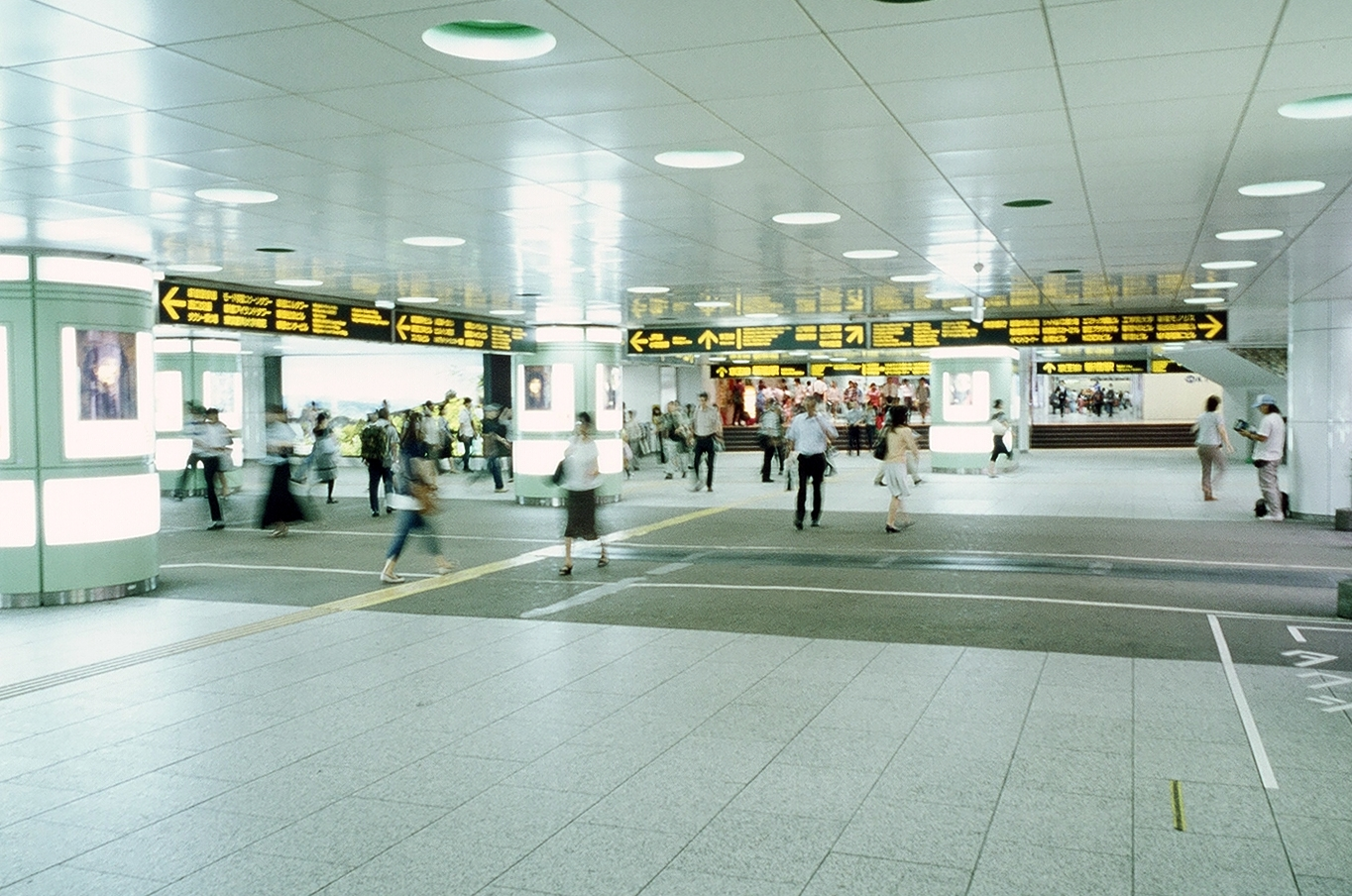
新宿駅西口地下広場、改修後の2010年当時

新宿ダンボール村（しんじゅくダンボールむら）は、1990年代に東京都新宿区の新宿駅地下通路と西口地下広場に存在していたホームレスのコミュニティ、およびこれを題材とした複数の書籍のタイトル。
西口地下広場のダンボール村には200人近い人間が住んでいた。現在、西口地下広場は昼間はイベントが行われ、夜間は施錠され警備員が巡回しているため、人が住めないようになっている。

## 歴史

### ダンボール村の発生

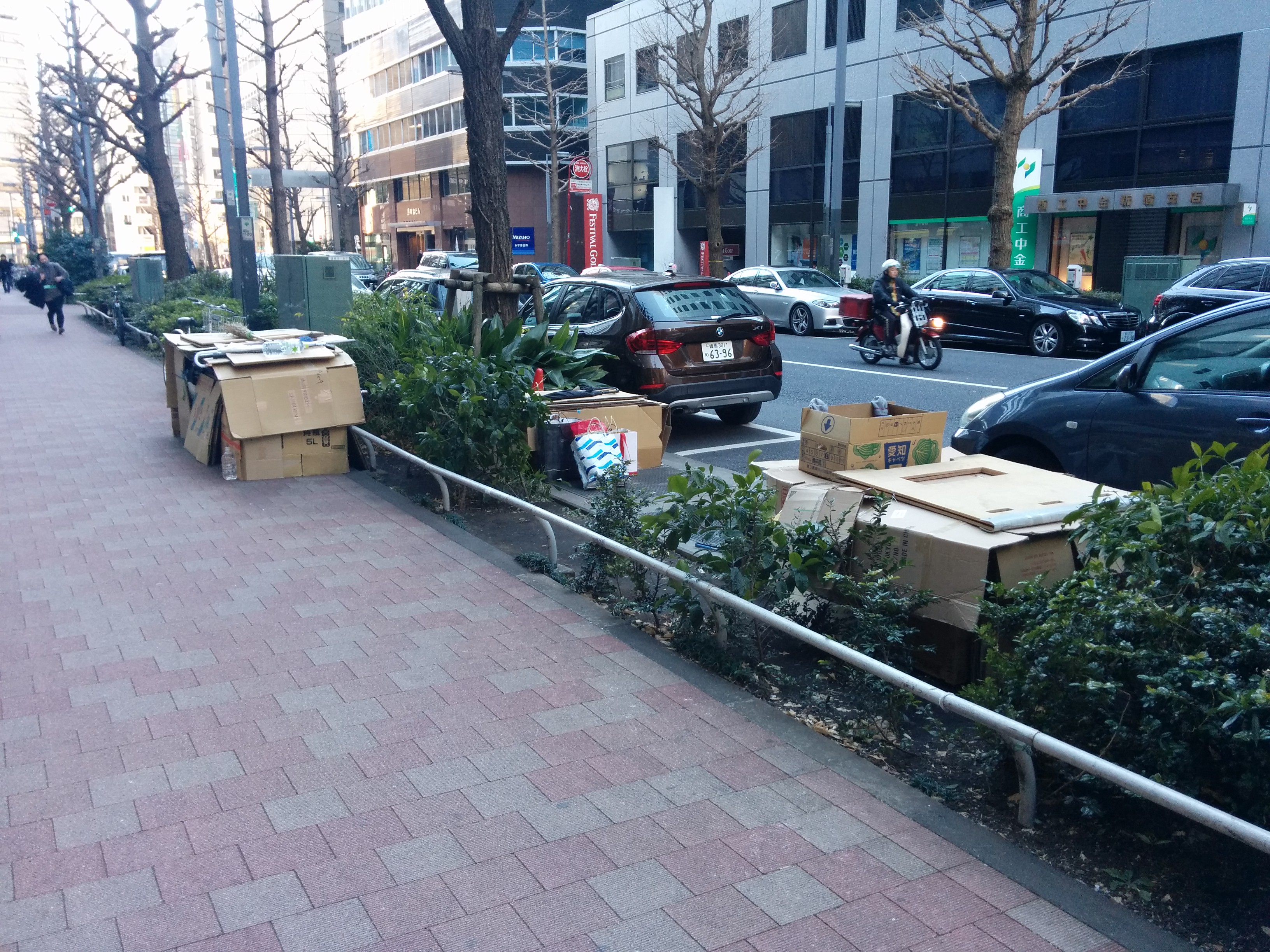
西新宿路上のダンボールハウス、2016年撮影。

1991年のバブル経済崩壊により仕事が無くなり野宿を余儀なくされた日雇い労働者が、1992年ごろから新宿駅より東京都庁舎に向かう地下通路にダンボールハウスを作り始めた。これらのダンボールハウスは1994年2月17日に東京都建設局に強制撤去されてフェンスで囲まれた。追い出された人々は残されたスペースにダンボールハウスを再建するものの、再び撤去されるということを繰り返していった。1994年8月には当事者と支援者によって「新宿連絡会」（新宿野宿労働者の生活・就労保障を求める連絡会議）が結成されて、都に対して追い出しではなく包括的支援を求めて交渉を開始する。
1996年1月24日早朝、東京都は動く歩道を設置するため四号街路のダンボール村の強制排除に乗り出した。それに対して活動家は座り込みをして徹底的に抗議をしつつ、その時に現在は新宿駅西口地下広場イベントコーナーに当たる場所へダンボール村を移転し、そこにまでフェンスを立てられないようにするという行動を同時に行った。西口地下広場にまで警察官や警備員は来ずに移転に成功したものの、その時のリーダー格のメンバーは全員逮捕され、そのうち二人は威力業務妨害で起訴され9ヶ月間勾留された。また、同年2月10日の早朝、京王帝都電鉄（当時）も同様にダンボールハウスが作られていた京王新線新宿駅の通路（現在の京王モールアネックス）にバリケードを築き、段ボール村を強制排除した。

### 西口地下広場のダンボール村
西口地下広場に移転してすぐの時点では、そこはホームレスの緊急避難場所という形にして連日炊き出しを行い支援への協力を訴えた。この模様はマスコミに報道され、一日に20万円近くのカンパが集まることもあった。その時にはビニールシートで囲われた場所に数十人が集団で就寝するという形であった。
緊急避難場所の開設から2週間程度が過ぎるとダンボールハウスを再建させる人が出始め、あっという間にその場所はダンボールハウスで埋まり、以前のダンボール村以上に多くの人が住むようになった。こうしてダンボール村が再建されると緊急避難場所は閉鎖された。その後もダンボールハウスは増え続け、イベントコーナーに留まらず新宿駅西口地下広場全体にまで広がった。ダンボールハウスを建てずに住んでいた人も含めると300人近くに上る規模にまでなった。
ダンボール村には、そこで暮らす人々の魅力に惹かれた写真家やアーティスト、ジャーナリストが集まり、様々な立場の人々が交流する場にもなった。1997年末にはボランティアによって年越しコンサートが企画され、数組の音楽家が演奏し数百人が集まった。

### ダンボール村の解散
1998年2月7日、ダンボール村で不審火による火災が発生して50件以上のダンボールハウスが焼け落ち、住民4人が死亡した。この火災の後、建築会社が地下街の改修工事を行う名目で新宿ダンボール村の場所を柵で覆った。そして新宿ダンボール村の住民は東京都が用意した施設に移住することとなり、ダンボール村は解散した。

## 逸話
1995年時点に新宿駅地下通路の入り口に宮下芳子による作品「新宿の目」のロータリーを挟んだ反対側に、美術学校生がダンボールに描いた目の作品が置かれて新宿の左目と呼ばれていた。

## 書籍
- 新宿連絡会・編『新宿ダンボール村 闘いの記録』現代企画室刊　1997年 ISBN 978-4773897074
- 迫川尚子『新宿ダンボール村 迫川尚子写真集』 DU BOOKS刊　2013年　ISBN 978-4925064767
- 中村智志『段ボールハウスで見る夢―新宿ホームレス物語』 草思社刊　1998年　ISBN 978-4794208071